# Edgar Bauer
Edgar Bauer, nemški politični filozof, * 7. oktober 1820, Charlottenburg, Berlin, Prusija, † 18. avgust 1886, Hannover, Nemško cesarstvo.
Kot filozof je bil član progresivnih mladoheglovcev (nem. Junghegelianer). Bil je mlajši brat Bruna Bauerja. Nemški anarhisti, kot sta Max Nettlau in Gustav Landauer, so Edgarju pripisovali zasluge za začetek anarhistične tradicije v tedanji Nemčiji. Kot je dejal Lawrence S. Stepelevich, je bil Edgar Bauer najbolj anarhističen član mladoheglovcev in »…v zgodnjih zapisih Edgarja Bauerja je možno zaznati teoretično legitimiranje političnega terorizma«.  V sredini štiridesetih let 19. stoletja je Engelsova kritika bratov Bauer označila začetek njunega sodelovanja in pomembne faze v razvoju marksistične misli. Edgar Bauer je sodeloval v revoluciji leta 1848. Kasneje pa je postal konservativec.

## Življenje

### Hegeljanstvo
»Brez privatne lastnine, brez privilegija, brez statusne razlike, brez uzurpatornega režima. Tako se bere naš manifest; je negativen, vendar ga bo zgodovina potrdila.«

Bauer E., Politična revolucija (1842)
Edgar Bauer je bil rojen v Charlottenburgu, predmestju glavnega mesta Nemčije, Berlinu. Študiral je sodno prakso in filozofijo na Berlinski univerzi, kjer je postal član kroga mladoheglovcev skupaj z bratom Brunom Bauerjem. Drugi člani tega kroga so bili še: Arnold Ruge, Karl Marx, Max Stirner, Friedrich Engels, Georg Herwegh, Karl Grün, Moses Hess in Mikhail Bakunin. Takrat je tesno sodeloval z Engelsom. Edgar Bauer je kmalu začel veliko prispevati k raznolikem opusu filozofskih in političnih publikacij, izstopajoč s posebej entuziastično revolucionarno ideologijo. Ni sledil materialistični smeri, ki jo je mladoheglovcem predstavil Ludwig Feuerbach, tako kot Marx, Engels, Grün ter drugi, ampak je ostal zvest neofihtejanski idealistični filozofiji akcije, ki jo je širil njegov brat Bruno. Tako kot slednji, je bil tudi Edgar zadrt ateist in je smatral osvoboditev od religije kot predpogoj socialne osvoboditve. Za razliko od Bruna, ki je bil skeptičen glede socializma, se je Edgar smatral za socialista, Hess in Grün pa sta ga smatrala za pravega socialista. Ko je bil Bruno Bauer odpoklican z akademske pozicije zaradi svojega ateističnega stališča, je Edgarju postalo jasno, da mu je akademska kariera blizu zaradi bratovega ugleda in svojih dosežkov kot radikalnemu publicistu. Leta 1842 je prenehal študirati in postal svobodni avtor ter novinar. Doprinesel je k liberalnemu časopisu Renski časopis (Rheinische Zeitung) in tudi drugim publikacijam.

### Zapor in izgnanstvo
Leta 1843 je izdal knjigo z naslovom Konflikt kritike v cerkvi in državi. To je povzročilo, da je bil obtožen hujskanja. Zaprt je bil za štiri leta v trdnjavi v Magdeburgu. Medtem ko je bil v ječi, sta njegova bivša sodelavca Marx in Engels objavila ostro kritiko Edgarja in njegovega brata Bruna v knjigi Sveta družina (Die heilige Familie, 1844). Istega leta je Engels Marxu v Parizu predlagal, naj skupaj napišeta kritiko na račun mladoheglovcev, kar je bil začetek njunega prijateljstva. Knjiga je kritična do mladoheglovcev in njihovega trenda mišljenja, ki je bil takrat zelo priljubljen v akademskih krogih. Naslov je predlagal založnik Lowenthal in je bil mišljen kot sarkastično sklicevanje na brata Bauer in njune podpornike, ki so poskušali na kritičen način obnoviti krščanstvo, zato tudi podnaslov Kritika kritične kritike. Knjiga je prinesla številne polemike z raznimi novicami in povzročila, da je Bruno Bauer poskušal izpodbiti knjigo v članku v Wigandovem Vierteljahrsschrift leta 1845. Trdil je, da Marx in Engels ne razumeta, kaj je poskušal povedati. Marx je kasneje odgovoril na Edgarjev odgovor s svojim člankom v reviji Gesellschaftsspiegel januarja 1846. Z napadom sta nadaljevala v knjigi Nemška ideologija (Die deutsche Ideologie, 1846), ki pa takrat ni izšla. Kljub temu je Edgar Bauer ohranil prijateljske odnose s svojima kritikoma. Izpuščen, na večer revolucije leta 1848, je Edgar Bauer sodeloval v revolucionarnem boju v Berlinu in Hamburgu. Po porazu revolucionarjev se je skrival in kasneje živel pod lažnim imenom v Altoni še nekaj let, zaposlen kot novinar. Med nemško-dansko vojno v Schleswig-Holsteinu (1848-51) je podpiral dansko stran.
Leta 1851, ko se je soočil z neizogibno aretacijo, je pobegnil na Dansko in od tam v London, kjer je nekaj let živel v prebežništvu. V tem obdobju je pogosto srečeval Karla Marxa, ki je živel v Londonu, ampak v njunem odnosu ni bilo obojestranskega spoštovanja. Med prepirom z Marxom, je Bauer izgubil potrpljenje, se razjezil ter ga udaril v obraz. Razočaran nad neuspehom revolucije in brez stika z večino levih revolucionarjev, je Bauer postajal vedno bolj konservativen (kot tudi njegov brat Bruno). Med letoma 1852 in 1861 je delal pod krinko kot obveščevalec danske policije. Leta 1856 se je javno distanciral od nekdanjih revolucionarnih pogledov.

### Pomilostitev in konservatizem
Leta 1861 je bil pomiloščen, kar mu je omogočilo vrnitev v Nemčijo. Tedaj se je, že v celoti konservativen, odpovedal anarhizmu, socializmu, demokraciji, ateizmu in kritični filozofiji. Ustalil se je v Hannovru in postal pruski civilni uslužbenec ter leta 1870 začel z izdajo konservativne periodične publikacije Cerkveni listi. Umrl je v Hannovru 18. 08. 1886. Njegova književna zapuščina je v Arhivu socialne demokracije v Bonnu.

## Dela
- Geschichte Europas seit der ersten französischen Revolution. December 1842
- Der Streit der Kritik mit Kirche und Staat (Charlottenburg, 1843)
- Denkwürdigkeiten zur Geschichte der neuern Zeit (1843-1844)
- Die Geschichte der konstitutionellen Bewegungen im südlichen Deutschland während der Jahre 1831-34 (Charlottenburg, 1845)
- Die Kunst der Geschichtsschreibung und Herrn Dahlmanns Geschichte der französischen Revolution (Magdeburg, 1846)
- Geschichte des Luthertums (Leipzig, 1846-1847)
- Über die Ehe im Sinn des Luthertums (Leipzig, 1847)
- Der Mensch und die Ehe vor dem Richterstuhle der Sittlichkeit
- Das Teutsche Reich in seiner geschichtlichen Gestalt (Altona, 1872)
- Die Wahrheit über die Internationale (Altona, 1873)
- Englische Freiheit (Leipzig, 1857)
- Die Rechte des Herzogtums Holstein (Berlin, 1863)
- Die Deutschen und ihre Nachbarn (Hamburg, 1870)
- Artikel V, der deutsche Gedanke und die dänische Monarchie (Altona, 1873)
- Der Freimaurerbund und das Licht (Hannover, 1877)
- Der Magus des Nordens. Novelle. 1882